# 崔衍
崔衍，字著，唐朝深州安平县人。
父亲左丞崔伦，字叙，为父亲居丧，赤脚护柩行千里，道路上哭泣，庐墓经年。除服，中进士第，担任吏部员外郎。安禄山造反，陷于叛军，不担任安史的官职，派子弟暗中回朝廷上奏敌情。乱平，担任晋州长史。李齐物表奏其忠，授为长安县令，封武邑县男。宝应二年（763年），担任右庶子出使吐蕃，吐蕃背约，留下二年，把崔伦带到泾州，逼他写信劝降城中，崔伦不从，囚禁在逻娑城六年，不屈许还。唐代宗召见他，他感动呜咽。把敌情、山川险易都告诉代宗。担任尚书左丞，因病改太子宾客。七十一岁去世，赠工部尚书，谥敬。
崔衍天宝末年擢明经，担任富平县尉。继母李氏不慈，崔伦从吐蕃后来，李氏穿着很破来见崔伦，诬陷崔衍不给衣食。崔伦大怒，想要鞭打崔衍，崔衍哭着也不解释。崔伦弟弟崔殷说：“崔衍每月俸钱，都送给嫂嫂，崔殷我所知，何忍说崔衍不给衣食！”崔伦从此不听李氏的诬陷。崔衍担任清源县令，劝民耕田，招揽流亡，观察使马燧上奏他的能力，改任美原县令。崔伦去世，事奉李氏更孝顺，李氏之子崔郃，每多取子母钱，使其主以契约向崔衍征负。崔衍每年偿还，崔衍官至江州刺史，自己的妻儿衣食仅免饥寒。崔衍历任苏州刺史、虢州刺史。虢州在陕州、华州二州之间，而税重数倍。其青苗钱，华州、陕州之郊，亩十分之八；虢州之郊，每征十分之七。
裴延龄领度支，以聚敛为务，欺骗崔衍他的前后刺史没有意见。崔衍又上奏百姓的困难，唐德宗敕度支，令减虢州青苗钱。转任宣歙池观察使，政务简便，属下多是名流，幕中之士，后多显达。六十九岁去世，贞元二十一年（805年），诏赠工部尚书。路应为观察使，以崔衍有惠于民。元和元年（806年），唐宪宗诏书褒美，赐一子为官。谥号懿。